# Andrej Tissin
Andrej Tissin (ryska: Андрей Петрович Тиссин), född den 5 juli 1975 i Stavropol, död den 1 mars 2008, var en rysk kanotist.
Han tog bland annat VM-guld i K-4 500 meter i samband med sprintvärldsmästerskapen i kanotsport 2001 i Poznań.